# (35012) 1981 EU2
(35012) 1981 EU2 – planetoida z grupy pasa głównego asteroid okrążająca Słońce w ciągu 5 lat i 135 dni w średniej odległości 3,07 j.a. Została odkryta 2 marca 1981 w Obserwatorium Siding Spring w programie poszukiwania obiektów bliskich Ziemi przez Schelte Busa.